# یواس‌اس برول (ای‌پی‌ای-۶۶)

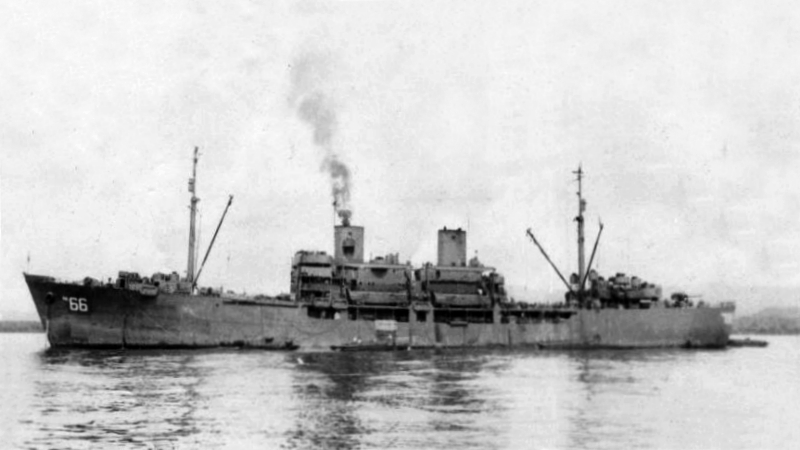
یواس‌اس برول (ای‌پی‌ای-۶۶) 1945

یواس‌اس برول (ای‌پی‌ای-۶۶) (به انگلیسی: USS Brule (APA-66)) یک کشتی است که طول آن ۴۲۶ فوت (۱۳۰ متر) می‌باشد. این کشتی در سال ۱۹۴۴ ساخته شد.